# デジタルシンセサイザー

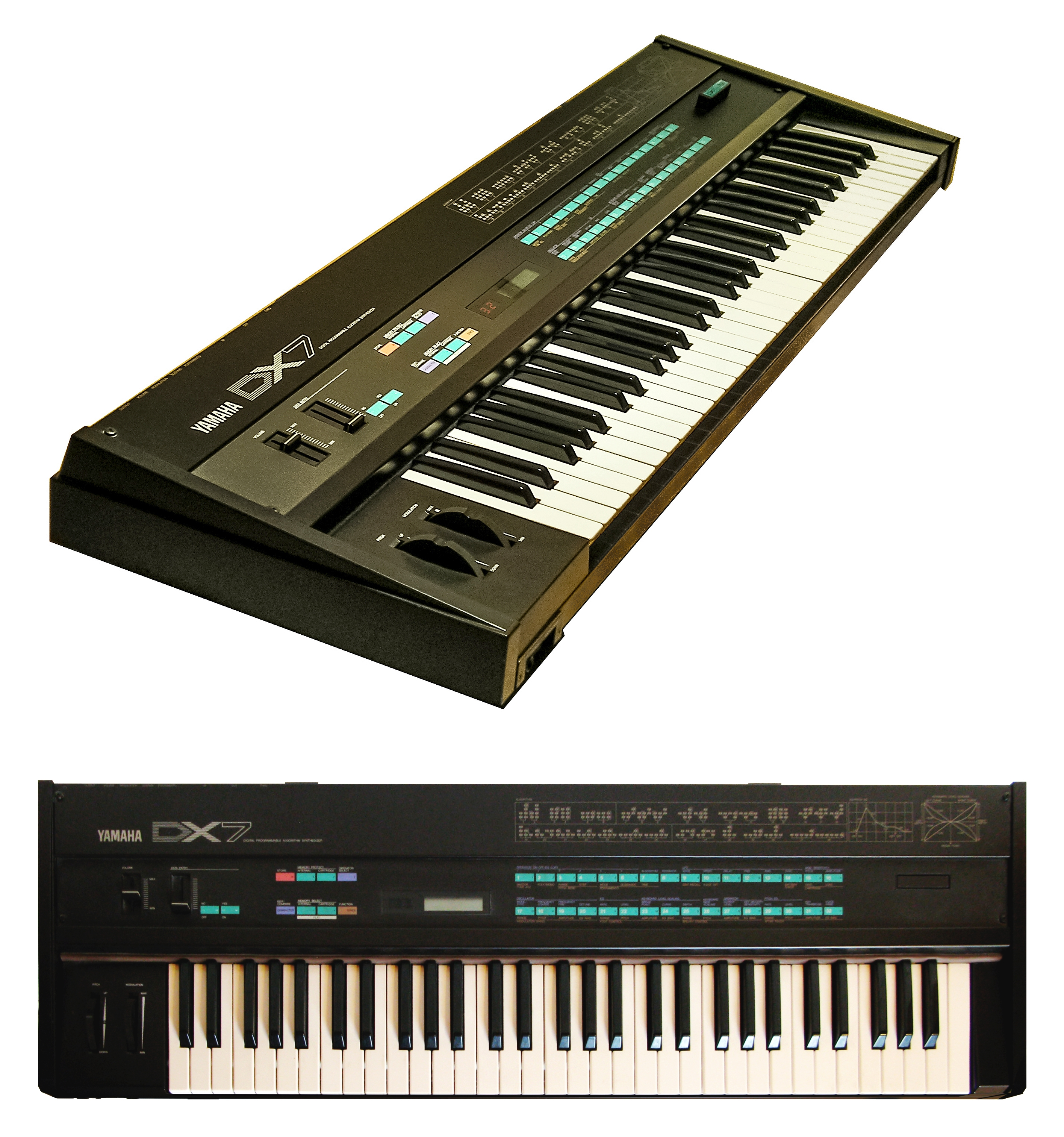
デジタルシンセサイザーの草分け的存在「YAMAHA DX7」

デジタルシンセサイザーとは、デジタル信号処理技術を使って音声信号処理を行なうシンセサイザーである。

## 概要
デジタルシンセサイザーはディジタル信号処理の基礎技術を応用した物である。多様な音声合成方式が存在し、デジタル処理された音声信号はデジタル-アナログ変換回路を通してアナログ信号として出力される。
オシレータにおいて波形1周期分の位相情報をテーブル化し演算する方式も用いられた(合成演算の高速化・簡素化を図る為)。この方式は後にPCM音源が普及するまでウェーブテーブルシンセシスやFM音源などで用いられていた。ビデオゲーム機等の音源チップにも用いられており、それらは『波形メモリ音源』と呼ばれている。
フィルターはFIRフィルタ、IIRフィルタなどのデジタル処理に特化したアルゴリズムが用いられている。アナログシンセのフィルターはコンデンサと抵抗で構成されており、デジタル処理で再現するには相当の高速プロセッサを用いなければ速度が遅く実用的でない為である。

## 歴史
1957年コンピュータを使ったソフトウェア音源として誕生した(MUSIC)。
1969年には最初のサンプリング音源 EMS Musys system (ミニコンPDP-8を2台使用)が開発されている。
また専用ハードウェアによる初期のディジタル楽器としては
- 1972年 アーレン・オルガンの アーレン・コンピュータ・オルガン
- 1973年 ダートマス大の ダートマス・ディジタル・シンセサイザー (後のシンクラヴィア. FM音源他、汎用コンピュータ制御)
- 1974年 アーレン・オルガン子会社RMIの ハーモニック・シンセサイザー

等が挙げられる。アーレン・コンピュータ・オルガンは、1969-1972年ロックウェルとアーレン・オルガンにより共同開発され、関連特許は開発完了後に全てアーレン・オルガンに売却された。

## 音源方式

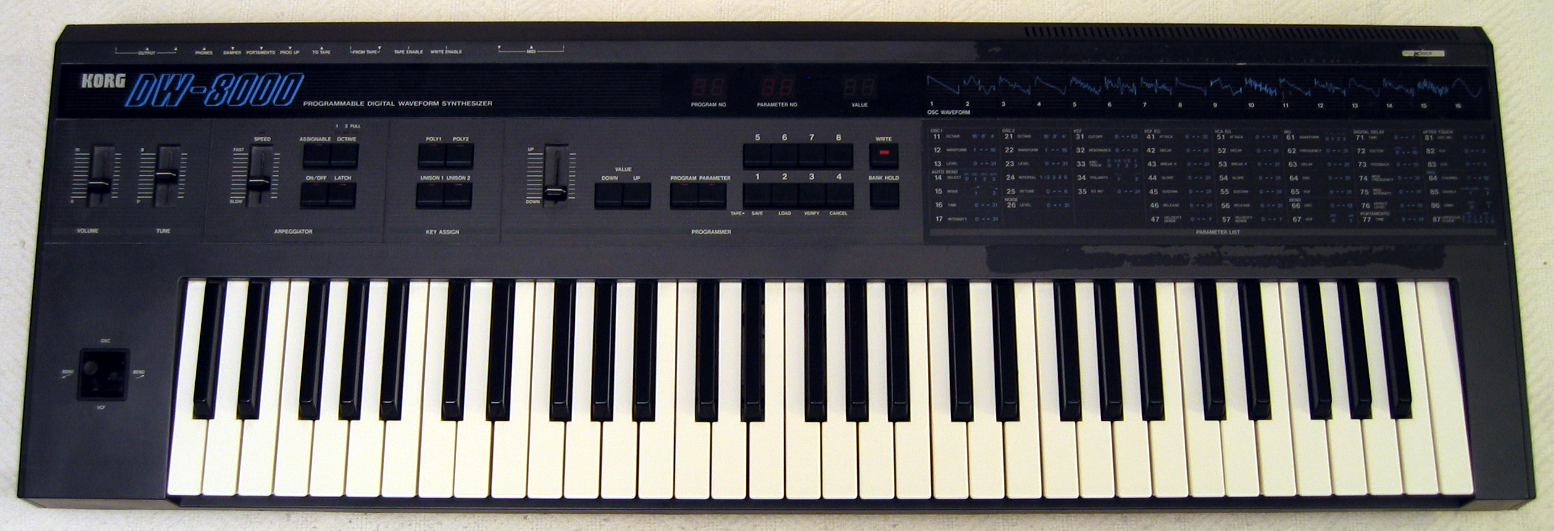
KORG DW-8000

### ハイブリッド・シンセサイザー
1. 波形を何らかの合成方式(典型的には倍音加算)で生成し、波形メモリに格納して再生、音作りにはフィルターを併用する方式。初期のディジタルオルガン技術をディジタル・シンセサイザーに発展させる形で登場した。
  - RMI ハーモニック・シンセサイザー (1974)
2. オシレータ(DCO)に波形メモリを採用したシンセサイザー(主に減算合成)
  - エレクトロニック・ミュージック・スタジオ Digital Oscillator Bank (1972?)
  - PPG 1003 Sonic Carrier (1976)
  - Oxford Synthesizer Company OSCar (1983)
倍音加算合成を鍵盤操作で指定 (後のCASIO SK-1も同機能をサポート)
  - KORG DW-6000 (1984) / DW-8000 (1985)
  - Ensoniq ESQ-1 (1986)

### アディティブ・シンセシス
ここでは狭義の加算合成、音の要素である倍音に着目し、倍音一つ一つの強度の時間変化を設定して音色を合成する加算合成方式について説明する。このような形式のデジタルシンセサイザーの例として河合楽器製作所のK5、K5m、K5000R、K5000S、K5000M

が挙げられる。
なお、K5シリーズ,K5000シリーズは倍音を減ずる為のフィルタも内蔵している為、単純に倍音加算だけで音出力を得ている訳ではない。
スペクトログラムの逆変換の一例でもあり、ソフトウェア・シンセサイザーによる音源の実装例もある。

### ウェーブテーブル・シンセシス

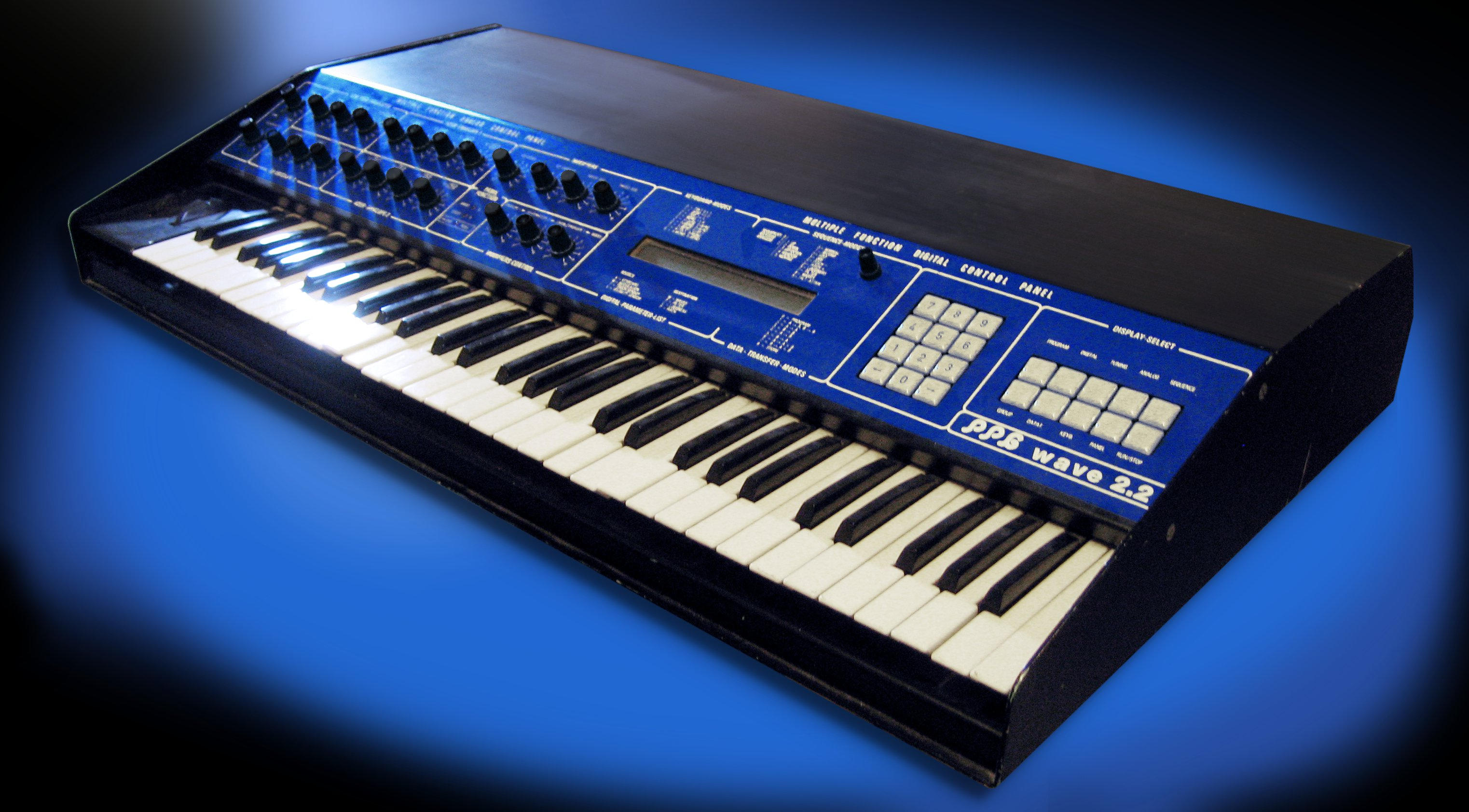
PPG Wave 2.2 (1982)

ベクトルシンセシスの基本アイデア

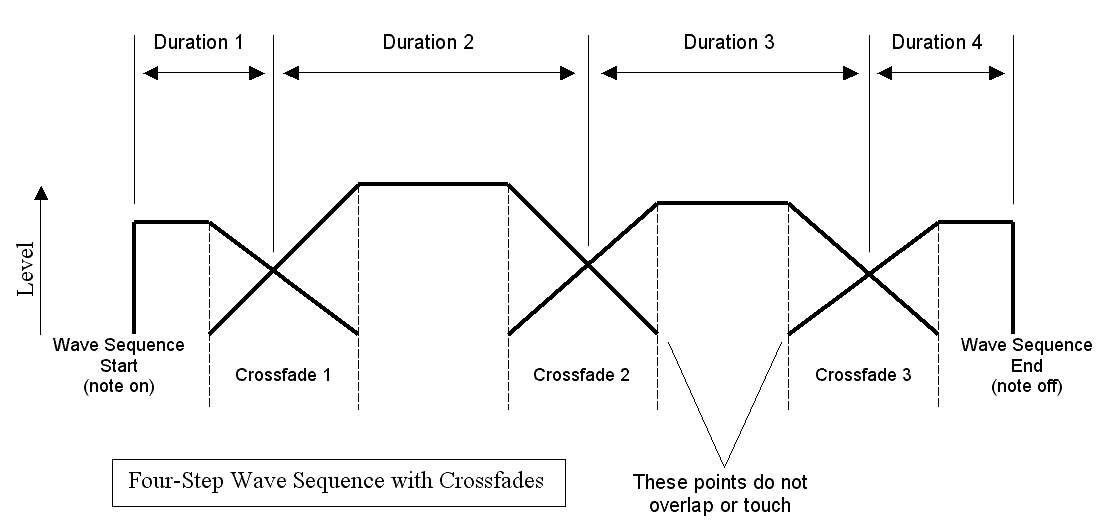
KORG WAVESTATION の
ウェーブ・シーケンス機能

波形テーブル上に1周期波形を複数並べ、キータッチや時間経過に応じて波形を順次切り替えて、音色変化を実現する方式。1980年PPGが採用し、後継のWaldorfに引き継がれた。
なおPPG Wave 2.xには、複数のソフトウェア・エミュレーション

が存在するので、音源の仕組みは簡単に実地確認できる。
- PPG Wavecomputer 340/380 (1979?)
- PPG Wavecomputer 360 (1980)
- PPG Wave 2.0 (1981)
- Waldorf microwave (1989)

なおPC用サウンドカード製品には「ウェーブテーブル音源」という名称を用いる製品が多いが、これらはサンプリング音源/PCM音源の別名に過ぎず、PPG/Waldorfの「ウェーブテーブル・シンセシス方式」とは無関係である 。
補足； 英語版記事「ウェーブテーブル・シンセシス」との整合性
- 加算合成との関連性 [9]： ウェーブテーブル・シンセシスが「実時間加算合成」の効率的な実装方法として登場したのはおそらく事実だが、現在では加算合成は理想的な合成方式と認識されていないので、ここでは省略する。
- FM合成との比較 [10]： 現在一般に入手できるFM音源製品は、ウェーブテーブル・シンセシスとの共通点がほとんど無いため、ここでは紹介していない。

### ベクトル・シンセシス / ウェーブ・シーケンス
2次元平面を直交座標で4つの領域に分け波形を割り当てて、例えばジョイスティックやエンベロープ・ジェネレータの時間変化に沿って座標を更新し、4つの波形の混合比を変える一種の加算合成。SCIのDave Smithが開発し、SCIやKORGの製品が採用した他、KAWAIやYAMAHAも類似した音源を発売している。
なおこの音源の観点では、ウェーブテーブル・シンセシスは1次元座標軸上の移動として説明され、両者は類似したシンセサイズ方式とされるが、実際には (1)加算合成の有無、(2)潜在的に生成可能な波形のバリエーション、に相違がある。
- SCI Prophet VS (1986) [11]
- KORG WAVESTATIONシリーズ (1990)
- YAMAHA SY-22 (1990) / TG-33 (1990) / SY-35 (1992)

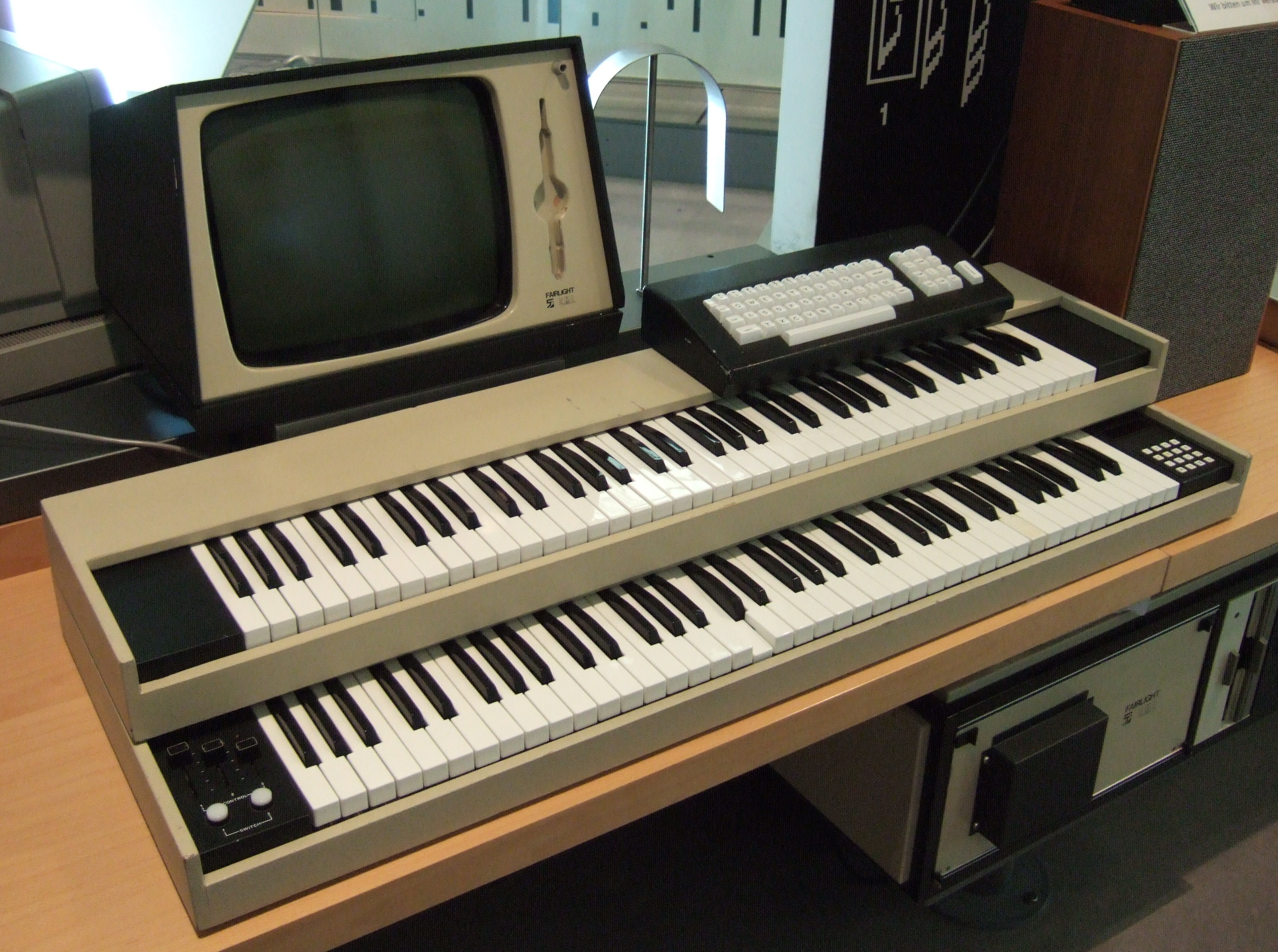
Fairlight CMI

- KORG OASYS (1994-)

### サンプラー / PCM音源 (サンプリング音源、ウェーブテーブル音源)
1980年前後に、半導体メモリー価格の低下に伴い数十KB以上のROMやRAMの使用が現実的になると、1周期単位の波形ではなく数十ms～秒単位のサンプルを丸ごと使う サンプラーやPCMドラムマシンが製品化された。
- フェアライトCMI (1979)
- Linn LM-1 Drum Computer (1980)
- E-mu Emulator (1982)

サンプルの使用で音のリアリティは格段に向上したが、初期の製品は楽器としての表現力が充分とは言えなかった。
そこで、更に数十倍のメモリを使って細かなレイヤーで表現力を高めたり、
- Kurzweil K250 (1983)

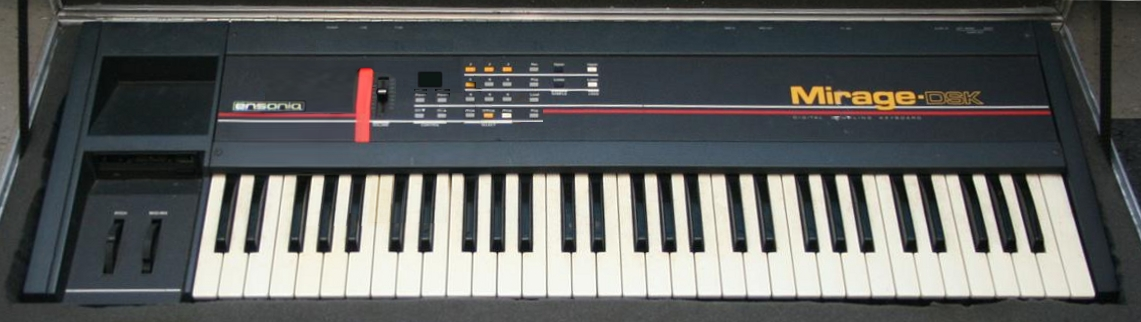
Ensoniq Mirage

さらに減算合成方式(アナログ～ディジタル)を併用して表現力の拡大を図って、現在一般にPCM音源と呼ばれる多少複雑な音源方式が確立した。
- E-mu Emulator II (1984)
- Ensoniq Mirage (1985)
- Roland D-50 (LA音源、1987)

1990年代半ば以降、MIDI音源搭載サウンドカードの主流となった「ウェーブテーブル音源」という呼称は、サンプリング音源/PCM音源の別名であるが、英語圏では広く使われ普及している。

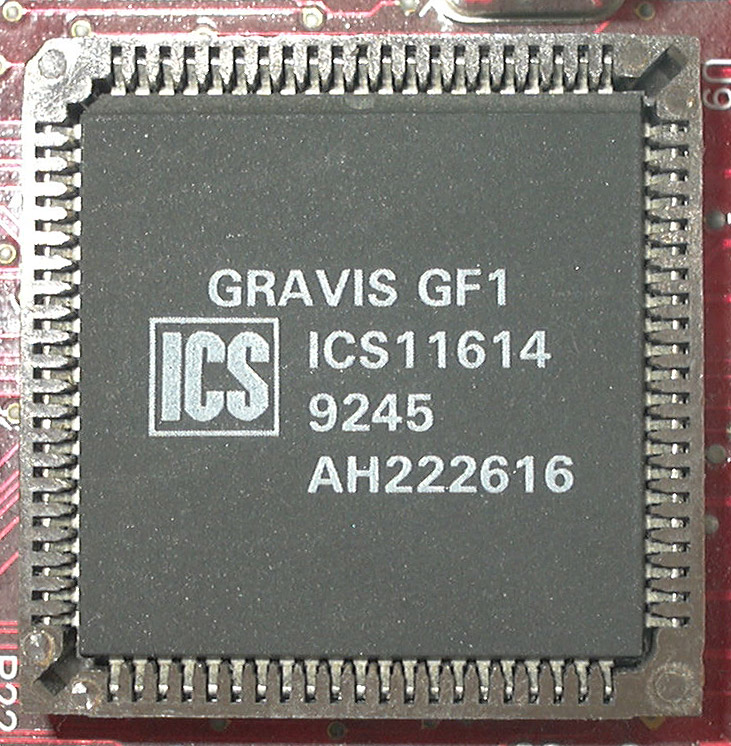
GRAVIS GF1

- Gravis UltraSound
サンプルを入替え可能な音源を搭載して一躍脚光を浴びたサウンドカードで、Trackerソフトを低負荷で安定動作させるのに重宝された。使用している音源チップGravis GF1は Forte TechnologiesとAdvanced Gravisの共同開発とされているが、その出自はEnsoniqのシンセ用チップ OTTO (ES5506)だと言われている。
  - Trackerソフト: 1987年Amiga上に登場した数値シーケンサ。Amiga標準のサンプル音源を使い、任意のサンプルを組み合わせた完成度の高いトラックを作成できる特徴を持つ。(参考: MOD (ファイルフォーマット))

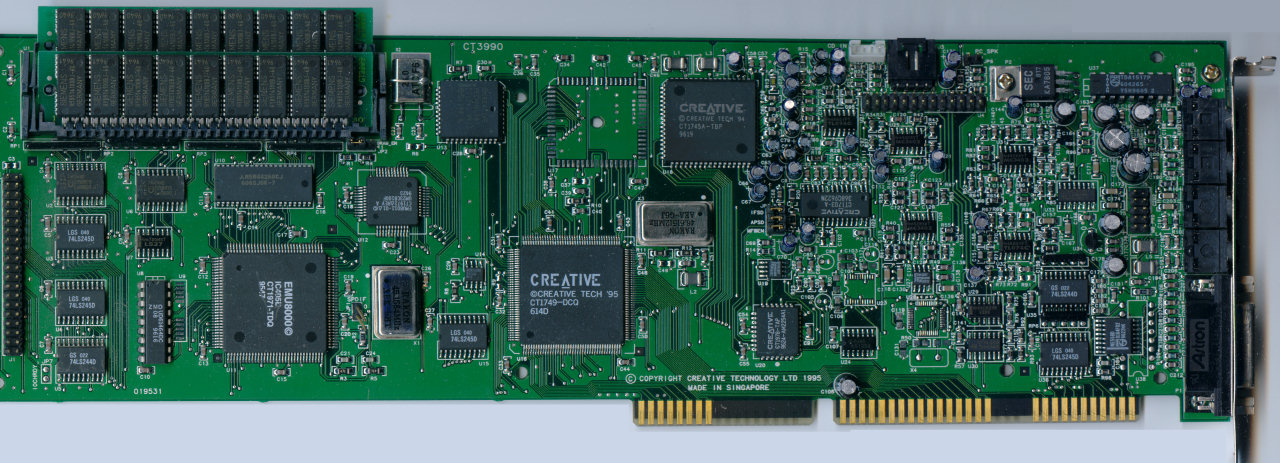
Sound Blaster AWE32

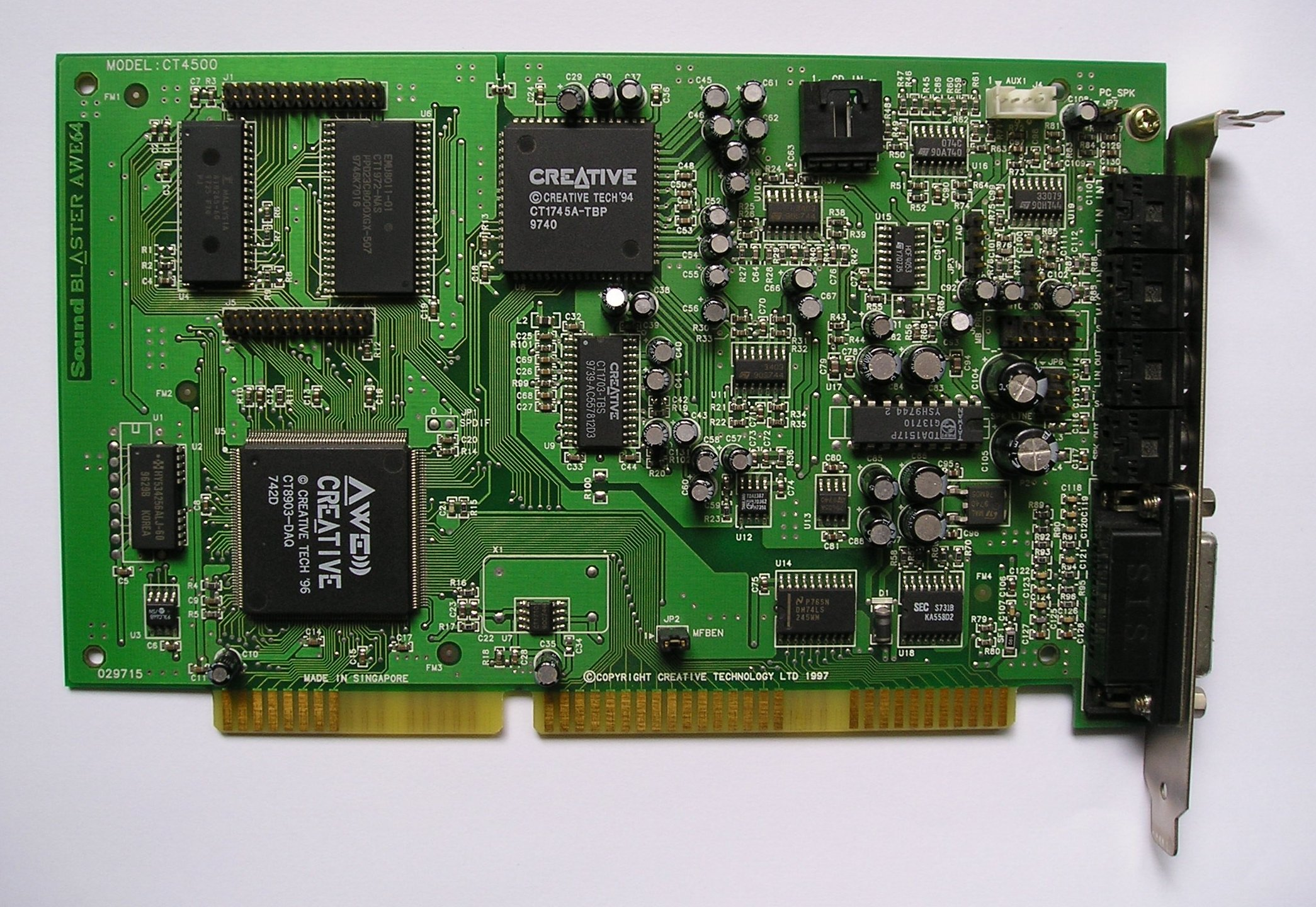
SB AWE64

- Creative Technology Wave Blaster
「Wave Blasterポート」搭載サウンドカードに対応したドーターボード形式の拡張音源。同ポートは事実上の業界標準となり、各社から YAMAHA XG、Roland GM/GS、KORG M1、Waldorf microwave XTable、Kurzweil MA-1 といった各種規格/方式の音源や、ドーターボードを搭載可能なシンセ/MIDIコントローラも登場した。

- Creative Technology Sound Blaster AWE32 / Wave Blaster II (1994)
1993年同社が買収したE-muのサンプル音源(減算合成併用)を縮小した音源チップEMU8000を搭載した製品。同音源のデータ形式は「サウンドフォント規格」として一般公開され何度かのバージョンアップを経て、現在では多くのソフト音源/ソフト・サンプラーで利用可能になっている。
- Creative Technology Sound Blaster AWE64 / WaveSynth (1996)
AWE32に ソフトウェア・シンセ WaveSynth を追加し 64ボイス同時発音可能にした製品。WaveSynthは、スタンフォード大CCRMAのライセンスに基づく物理モデル音源(ウェーブガイド・シンセシス方式)で、そのソフト開発担当はSeer Systemsのデイヴ・スミス (プロフェット5設計者)だった事が知られている。

### FMシンセシス
| FMシンセシス出力 (周波数スペクトル) |

| 2op FMの構成要素 |

1980年代にYAMAHAの製品で広く知られるようになったディジタルFMシンセシスは、YAMAHAの実装では「波形メモリ出力で、別の波形メモリを読み出す処理」として実現しており、波形メモリの応用音源と考える事が可能である。
この処理は、アナログシンセ上では クロス・モジュレーション(オシレータ間モジュレーション) として知られており、波形メモリ処理が合成方式の本質ではない事が判る。FMシンセシスの出力(周波数スペクトル)の解釈には周波数変調の概念が援用されるので、一般には周波数変調を本質とするシンセサイズ方式だと考えられている。
FM音源製品のオペレータの波形テーブルには、一般には正弦波(もしくは余弦波)が搭載されている。後期には、波形テーブル読み替えでサイン波以外の波形も選択可能な製品が登場した。
- YAMAHA TX81Z (1986)

後に登場した RCM音源 (YAMAHA)では、「サンプリング変調」と呼ばれる PCM波形でFM音源オペレータを変調する機能も提供された。
- YAMAHA SY77 (1989) / TG77 (1990) /  SY99 (1991)

### PDシンセシス
| PDシンセシスの概要 |

1980年代にカシオが開発したPDシンセシスは、「波形メモリの読み出し位相角を歪ませて(読み出し速度を波形周期内で変更)、倍音を変化させる方式」と説明する事ができる。
類似した処理としては、アナログシンセ上の オシレータ・シンク(一つのオシレータで別のオシレータを周期的にリセットし、結果的に波形を変形する方式) を挙げる事ができる。

### ソフトウェア・シンセサイザー
専用の機材を使用せずにパーソナルコンピュータやスマートフォン等の電子機器でソフトウェアにより音を生成する。